# Myosorex rumpii
Myosorex rumpii је сисар из реда Eulipotyphla и породице ровчица (лат. Soricidae). 

## Распрострањење
Камерун је једино познато природно станиште врсте.

## Станиште
Врста Myosorex rumpii има станиште на копну.

## Угроженост
Ова врста се сматра угроженом.

### Популациони тренд
Популација ове врсте се смањује, судећи по расположивим подацима.